# Stand-still-periode
Stand-still-periode er et juridisk begreb i EU-retten.
En Stand-still-periode er en periode på mindst ti kalenderdage, som følger umiddelbart efter informationsgivningen om vinderen i en licitation, som er udbudt igennem  EU's »Official Journal of the European Union«, før kontrakten bliver underskrevet med vinderen.
Formålet er at give taberne mulighed for at gøre indvendinger før kontrakten underskrives mellem vinderen og udbyderen.
Stand-still-perioden kaldes i EU-retten for »Alcatel mandatory Standstill period« efter en par afgørelser i EU-domstolen vedrørende selskabet Alcatel (sagen C-81/98).